# River Wantsum
Der River Wantsum ist ein Wasserlauf in Kent, England. Er entsteht östlich von Reculver und fließt zunächst in östlicher Richtung und dann in einer südlichen Richtung. Südlich von Sarre mündet er in den River Stour.
In römischer Zeit und im Mittelalter war der River Wantsum ein knapp 2,5 km breiter Kanal und von Seeschiffen befahrbar. Er verband Reculver mit Richborough.